# Я защищал «Молодую Боснию»
«Я защищал „Молодую Боснию“» (серб. Бранио сам Младу Босну) — сербский кинофильм 2014 года режиссёра Срджана Колевича, снятый в жанре исторической драмы, посвящённый судебному процессу над Гаврило Принципом . Это был один из шести фильмов, включенных Сербией в шорт-лист для номинации на премию «Оскар» в категории «лучший фильм на иностранном языке» на 88-й церемонии награждения данной премией, но в итоге был выбран фильм «Анклав».

## Сюжет
28 июня 1914 года. Гаврило Принцип и его товарищи, молодые люди, мечтающие о свободе, совершают покушение на наследника престола Австро-Венгерской монархии Франца Фердинанда в Сараево. Столкнувшись с огромными австрийскими репрессиями, Принцип и его товарищи решили во всем признаться. Однако, несмотря на все попытки найти улики в ходе расследования и возложить вину за убийство на правительство Сербии, следствие терпит неудачу. Суд над младо-боснийцами (так называлась их революционная организация), состоявшийся в Сараево в октябре 1914 года, должен был лишь подтвердить доводы в пользу объявления войны Сербии.
На следующем судебном процессе их будет защищать молодой юрист Рудольф Цистлер. Ему предстоит узнать о страстях и идеалах своих клиентов-подсудимых и принять одно из самых тяжёлых решений в своей жизни.

## В ролях
- Никола Ракочевич — Рудольф Цистлер, австро-венгерский адвокат, защищавший младо-боснийцев на судебном процессе по делу об убийстве эрцгерцога Франца Фердинанда. Постепенно проникнувшись сочувствием к революционерам, Цистлер находит серьёзные недостатки в доводах обвинения и решает всерьёз бороться за свободу своих клиентов.
- Милош Джурович — Гаврило Принцип, гимназист, один из членов движения Млада Босна. Именно он после провала покушения застрелил в упор Франца Фердинанда и его жену.
- Вук Костич — Велько Чубрилович, один из членов движения Млада Босна, помогавший участникам покушения с транспортировкой оружия.
- Милан Марич — Данило Илич, один из членов движения Млада Босна, координировавший действия участников покушения на Франца Фердинанда.
- Бранислав Лечич — Виктор Иващук, начальник полиции Сараево.
- Ирфан Менсур — Коста Премужич, хорват-священник, назначенный адвокатом одному из подсудимых до Цистлера. Ярко выраженный клерикалист и анти-сербский шовинист. Актёр Ирфан Менсур, исполнивший роль Косты, до этого снимался в югославском фильме «Покушение в Сараево» (1975) в роли Гаврило Принципа.
- Марко Янкетич — Иво Андрич, гимназист, участник движения Млада Босна. В будущем станет известным писателем в Югославии, который получит Нобелевскую премию по литературе.
- Любомир Бандович — Мурат, сержант Сараевской полиции.
- Драган Петрович — Куринальди, австро-венгерский судья, итальянец по национальности.